# Punk love storia
Punk love storia è un singolo del cantautore italiano Tananai, pubblicato il 15 novembre 2024 come quarto estratto dal terzo album in studio CalmoCobra.

## Descrizione
Il brano, scritto dallo stesso cantautore con Tiziano Ferro, è prodotto dallo stesso Tananai con Michele Zocca, in arte Michelangelo, e già incluso come quarta traccia dell'album CalmoCobra, uscito il 18 ottobre 2024.

## Promozione
Il brano è stato eseguito in anteprima dallo stesso cantautore pochi giorni prima dall'uscita dell'album CalmoCobra presso il Politecnico e alla metropolitana di Milano e successivamente il 20 ottobre nel corso della terza puntata del programma Che tempo che fa, in onda su Nove con la conduzione di Fabio Fazio.

## Video musicale
Il video musicale, diretto da Marco Braia, è stato pubblicato in anteprima il 14 novembre 2024 attraverso il canale YouTube del cantautore e ha avuto un cameo speciale di Tiziano Ferro.

## Tracce
Testi di Alberto Cotta Ramusino e Tiziano Ferro, musiche di Alberto Cotta Ramusino, Tiziano Ferro e Michele Zocca.
1. Punk love storia – 3:15

## Classifiche
| Classifica (2024) | Posizione massima |
| ----------------- | ----------------- |
| Italia            | 62                |